# Communication Breakdown
Communication Breakdown is een nummer van de Engelse rockband Led Zeppelin. Het is het zevende nummer van hun debuutalbum Led Zeppelin uit 1969. Het werd uitgegeven als B-kant van hun eerste, in Nederland, uitgebrachte single Good Times Bad Times. Van het nummer is ook een video verschenen waarin de band het nummer, bij hoge uitzondering, playbackt. Deze is te zien op de Led Zeppelin DVD uit 2003.

## Opname
Communication Breakdown is opgebouwd rond een gitaarriff van gitarist Jimmy Page en was een van de eerste nummers waar de band, vlak na de oprichting in 1968, aan werkte. Page gebruikte tijdens de opname verschillende technieken om het geluid van zijn Fender Telecaster gitaar extra te versterken. Volgens bassist John Paul Jones is het een typische Page-riff. 
Communication Breakdown is een van de weinige nummers waar Page op de achtergrond meezingt. Zanger Robert Plant wordt als enige niet vernoemd als componist van het nummer als gevolg van een vorig platencontract.

## Invloed
Bassist Andy Shernoff van de Amerikaanse punkband The Dictators verklaarde dat de snelle neerwaartse beweging, die de gitaarriff in Communication Breakdown zo kenmerkt, een inspiratie was voor het gitaarspel van gitarist Johnny Ramone van de punkband The Ramones. Zelf zei Jonny Ramone dat hij de neerwaartse beweging geleerd had door Communication Breakdown steeds weer opnieuw te spelen.

## Live-uitvoeringen
Led Zeppelin speelde Communication Breakdown graag live en daarom was het een vast onderdeel van hun live optredens door de jaren heen. Meestal werd het nummer gespeeld als toegift.

## Cover-versies
Communication Breakdown is door diverse artiesten gecoverd. De bekendste zijn:

| Artiest                   | Album                                                               | Jaar |
| ------------------------- | ------------------------------------------------------------------- | ---- |
| D.O.A. (band)             | Hardcore '81                                                        | 1981 |
| The Dickies               | Stukas Over Disneyland                                              | 1983 |
| Iron Maiden               | B-kant van de single "Bring Your Daughter... to the Slaughter"      | 1990 |
| Dread Zeppelin            | Rock'n Roll                                                         | 1991 |
| Vicious Rumors            | The Voice (EP)                                                      | 1994 |
| Jeff Healey               | Cover to Cover                                                      | 1995 |
| Michael White & The White | Plays the best of Led Zeppelin                                      | 1995 |
| Jason Bonham Band         | In the Name of My Father – The Zepset – Live from Electric Ladyland | 1997 |
| Sebastian Bach            | Bach 2: Basics                                                      | 2001 |
| The Flaming Lips          | Finally the Punk Rockers Are Taking Acid                            | 2002 |
| Tierra Santa              | The Music Remains the Same: A Tribute to Led Zeppelin               | 2002 |
| Lez Zeppelin              | Lez Zeppelin                                                        | 2007 |
| Pavic                     | Misty Mountain Hop: A Millennium Tribute to Led Zeppelin            | 2008 |
| Slash & Myles Kennedy     | Live in Manchester                                                  | 2010 |

John Bonham · John Paul Jones · Jimmy Page · Robert Plant